# 水島理音
水島 理音（みずしま りおん）は日本の女性声優。主にアダルトゲームに声をあてている。旧名『日向葵』。

## 出演
太字は主役・メインキャラクター

### ゲーム

#### 2007年
- ふたば☆ちゃんねる（結城 ふたば）※日向葵名義[1]

#### 2008年
- 殻ノ少女（四十宮 綴子）※日向葵名義
- 悪魔っ娘は意地っ張り（クレア）
- ふぁみりあ -Fami:Liar?-（湯浅 夏海）
- メトラセ〜ドキらぶ☆新婚委員会〜（扇 藍華）

#### 2009年
- あきまほ!（睦月 和美）
- あの蒼い海より（庵美 早苗）
- 妹こうかん!（吉崎 綾音）
- 俺と妹の校内プレイ 〜妹は誰にも渡さない〜（秋原 沙奈美）
- 土御門先生と××なヒ・ミ・ツ（星弓 那織）
- ツンデレ魔界プリンセス・アリサと孕ませ新婚生活! 〜全部出すまで抜いちゃダメ!ぜったい受精させなさいよね!〜（桐生 アリサ）
- Distance（南瀬 まみや）
- 夏いろペンギン -The sunlight of the early summer to glitter to the blue sky-（白瀬 百歌、コロネ）
- 2度咲き!タルトレット（リゼット･ファビエンヌ･ベネディクト･レヴィ＝ヴヴィアンヌ）
- ふたば☆ちゃんねる2（ふたば）
- マゾ×ラブ（影代 なえ）
- 魔法少女の大切なこと。
- もっと!精液大量注入!（深町 真理）[2]
- いつつご-Lovely Quintuplets-（朝比奈 二海）[3]
- 逝け!潮吹地獄!（橋元 美耶子）[4]

#### 2010年
- 俺のタマノコシに乗ってくれ 〜従妹とメイドと後輩と先輩と先生と〜（馬場 美千夏）
- 姦獄学園 〜学園公認、恥辱の課外授業〜（女子学生A、女子学生E、アナウンス）
- 顔騎天国（神足 柚子）[5]
- 精液大量注入!3〜激流のザーメン1000連発〜（春宮 琴音）[6]
- もしもボクがエロゲーのモブキャラだったら……（桜井 まどか）[7]

### OVA
- 殻ノ少女（2010年、四十宮 綴子）※日向葵名義